# Wereldkampioenschappen schoonspringen 2024 – tienmetertoren vrouwen
Het schoonspringen vanaf de tienmetertoren voor vrouwen tijdens de wereldkampioenschappen schoonspringen 2024 vond plaats op 4 en 5 februari 2024 in het Hamad Aquatic Centre in Doha, Qatar.

## Uitslag
Finalisten zijn de eerste 12 genoemde deelnemers, aangegeven met groen.
Halvefinalisten zijn de 6 daaropvolgende deelnemers, aangegeven met blauw.
| Rang   | Naam                                 | Land                   | Voorronde | Voorronde | Halve finale  | Halve finale  | Finale        | Finale        |
| Rang   | Naam                                 | Land                   | Punten    | Rang      | Punten        | Rang          | Punten        | Rang          |
| ------ | ------------------------------------ | ---------------------- | --------- | --------- | ------------- | ------------- | ------------- | ------------- |
| Goud   | Quan Hongchan                        | China                  | 399,30    | 2         | 405,30        | 2             | 436,25        | 1             |
| Zilver | Chen Yuxi                            | China                  | 435,20    | 1         | 421,85        | 1             | 427,80        | 2             |
| Brons  | Andrea Spendolini-Sirieix            | Verenigd Koninkrijk    | 344,00    | 3         | 320,10        | 4             | 377,10        | 3             |
| 4      | Kim Mi-rae                           | Noord-Korea            | 295,50    | 11        | 325,20        | 3             | 349,10        | 4             |
| 5      | Sarah Jodoin Di Maria                | Italië                 | 319,45    | 4         | 293,75        | 7             | 322,15        | 5             |
| 6      | Lois Toulson                         | Verenigd Koninkrijk    | 283,40    | 13        | 273,90        | 11            | 321,60        | 6             |
| 7      | Gabriela Agúndez                     | Mexico                 | 301,80    | 7         | 311,45        | 6             | 316,30        | 7             |
| 8      | Caeli McKay                          | Canada                 | 318,40    | 5         | 273,15        | 12            | 310,05        | 8             |
| 9      | Alejandra Orozco                     | Mexico                 | 305,70    | 6         | 317,50        | 5             | 291,80        | 9             |
| 10     | Pauline Pfeif                        | Duitsland              | 267,90    | 17        | 278,20        | 10            | 277,60        | 10            |
| 11     | Else Praasterink                     | Nederland              | 286,90    | 12        | 285,80        | 9             | 271,10        | 11            |
| 12     | Melissa Wu                           | Australië              | 301,40    | 8         | 293,70        | 8             | 267,10        | 12            |
| 13     | Rin Kaneto                           | Japan                  | 279,75    | 15        | 271,10        | 13            | Uitgeschakeld | Uitgeschakeld |
| 14     | Christina Wassen                     | Duitsland              | 295,70    | 10        | 266,40        | 14            | Uitgeschakeld | Uitgeschakeld |
| 15     | Maycey Vieta                         | Puerto Rico            | 296,50    | 9         | 261,50        | 15            | Uitgeschakeld | Uitgeschakeld |
| 16     | Kim Na-hyun                          | Zuid-Korea             | 275,45    | 16        | 250,95        | 16            | Uitgeschakeld | Uitgeschakeld |
| 17     | Sofiya Lyskun                        | Oekraïne               | 281,70    | 14        | 249,70        | 17            | Uitgeschakeld | Uitgeschakeld |
| 18     | Maia Biginelli                       | Italië                 | 263,25    | 18        | 241,40        | 18            | Uitgeschakeld | Uitgeschakeld |
| 19     | Anisley García                       | Cuba                   | 259,90    | 19        | Uitgeschakeld | Uitgeschakeld | Uitgeschakeld | Uitgeschakeld |
| 20     | Katrina Young                        | Verenigde Staten       | 259,10    | 20        | Uitgeschakeld | Uitgeschakeld | Uitgeschakeld | Uitgeschakeld |
| 21     | Džeja Patrika                        | Letland                | 257,30    | 21        | Uitgeschakeld | Uitgeschakeld | Uitgeschakeld | Uitgeschakeld |
| 22     | Victoria Garza                       | Dominicaanse Republiek | 253,90    | 22        | Uitgeschakeld | Uitgeschakeld | Uitgeschakeld | Uitgeschakeld |
| 23     | Matsuri Arai                         | Japan                  | 253,20    | 23        | Uitgeschakeld | Uitgeschakeld | Uitgeschakeld | Uitgeschakeld |
| 24     | Daryn Wright                         | Verenigde Staten       | 252,35    | 24        | Uitgeschakeld | Uitgeschakeld | Uitgeschakeld | Uitgeschakeld |
| 25     | Kate Miller                          | Canada                 | 248,80    | 25        | Uitgeschakeld | Uitgeschakeld | Uitgeschakeld | Uitgeschakeld |
| 26     | Ciara McGing                         | Ierland                | 243,20    | 26        | Uitgeschakeld | Uitgeschakeld | Uitgeschakeld | Uitgeschakeld |
| 27     | Mikali Dawson                        | Nieuw-Zeeland          | 237,80    | 27        | Uitgeschakeld | Uitgeschakeld | Uitgeschakeld | Uitgeschakeld |
| 28     | Karina Hlyzhina                      | Oekraïne               | 237,00    | 28        | Uitgeschakeld | Uitgeschakeld | Uitgeschakeld | Uitgeschakeld |
| 29     | Pandelela Rinong                     | MAS                    | 231,15    | 29        | Uitgeschakeld | Uitgeschakeld | Uitgeschakeld | Uitgeschakeld |
| 30     | Cho Eun-bi                           | Zuid-Korea             | 230,25    | 30        | Uitgeschakeld | Uitgeschakeld | Uitgeschakeld | Uitgeschakeld |
| 31     | Kim Hui-yon                          | Noord-Korea            | 228,35    | 31        | Uitgeschakeld | Uitgeschakeld | Uitgeschakeld | Uitgeschakeld |
| 32     | Helle Tuxen                          | Noorwegen              | 227,70    | 32        | Uitgeschakeld | Uitgeschakeld | Uitgeschakeld | Uitgeschakeld |
| 33     | Elizabeth Miclau                     | Puerto Rico            | 225,40    | 33        | Uitgeschakeld | Uitgeschakeld | Uitgeschakeld | Uitgeschakeld |
| 34     | Valeria Antolino                     | Spanje                 | 224,90    | 34        | Uitgeschakeld | Uitgeschakeld | Uitgeschakeld | Uitgeschakeld |
| 35     | Nikita Hains                         | Australië              | 223,60    | 35        | Uitgeschakeld | Uitgeschakeld | Uitgeschakeld | Uitgeschakeld |
| 36     | Nicoleta Muscalu                     | Roemenië               | 209,40    | 36        | Uitgeschakeld | Uitgeschakeld | Uitgeschakeld | Uitgeschakeld |
| 37     | Jade Gillet                          | Frankrijk              | 205,10    | 37        | Uitgeschakeld | Uitgeschakeld | Uitgeschakeld | Uitgeschakeld |
| 38     | Giovanna Pedroso                     | Brazilië               | 204,20    | 38        | Uitgeschakeld | Uitgeschakeld | Uitgeschakeld | Uitgeschakeld |
| 39     | Mariana Osorio                       | Colombia               | 199,10    | 39        | Uitgeschakeld | Uitgeschakeld | Uitgeschakeld | Uitgeschakeld |
| 40     | Eszter Kovács                        | Hongarije              | 193,80    | 40        | Uitgeschakeld | Uitgeschakeld | Uitgeschakeld | Uitgeschakeld |
| 41     | Megan Yow                            | Singapore              | 186,40    | 41        | Uitgeschakeld | Uitgeschakeld | Uitgeschakeld | Uitgeschakeld |
| 42     | Malak Tawfik                         | Egypte                 | 175,65    | 42        | Uitgeschakeld | Uitgeschakeld | Uitgeschakeld | Uitgeschakeld |
| 43     | Dhavgely Mendoza                     | Venezuela              | 173,25    | 43        | Uitgeschakeld | Uitgeschakeld | Uitgeschakeld | Uitgeschakeld |
| 44     | Nur Eilisha Rania Muhammad Abrar Raj | Maleisië               | 167,55    | 44        | Uitgeschakeld | Uitgeschakeld | Uitgeschakeld | Uitgeschakeld |
| 45     | Palak Sharma                         | India                  | 137,60    | 45        | Uitgeschakeld | Uitgeschakeld | Uitgeschakeld | Uitgeschakeld |
| 46     | Alisa Zakaryan                       | Armenië                | 129,70    | 46        | Uitgeschakeld | Uitgeschakeld | Uitgeschakeld | Uitgeschakeld |